# دم‌دراز کاکل‌آبی
دم‌دراز کاکل‌آبی (نام علمی: Momotus momota) نام یک گونه از سرده دم‌درازهای دم‌پارویی است.

## نگارخانه

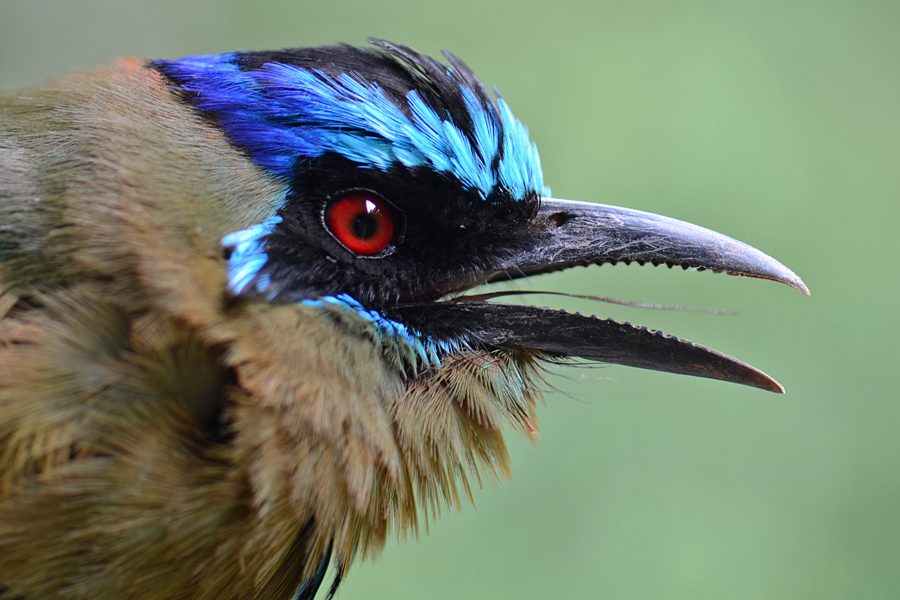
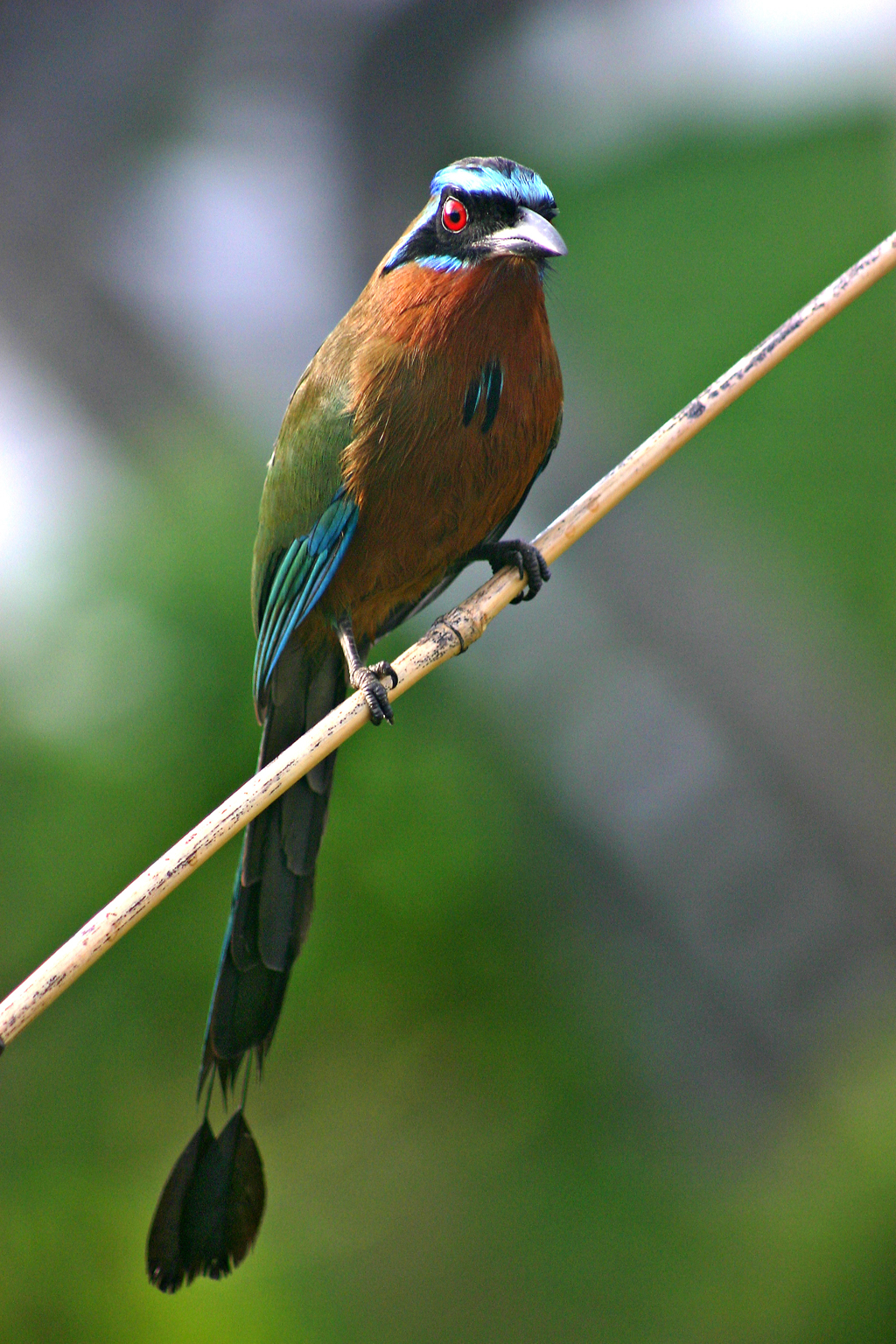
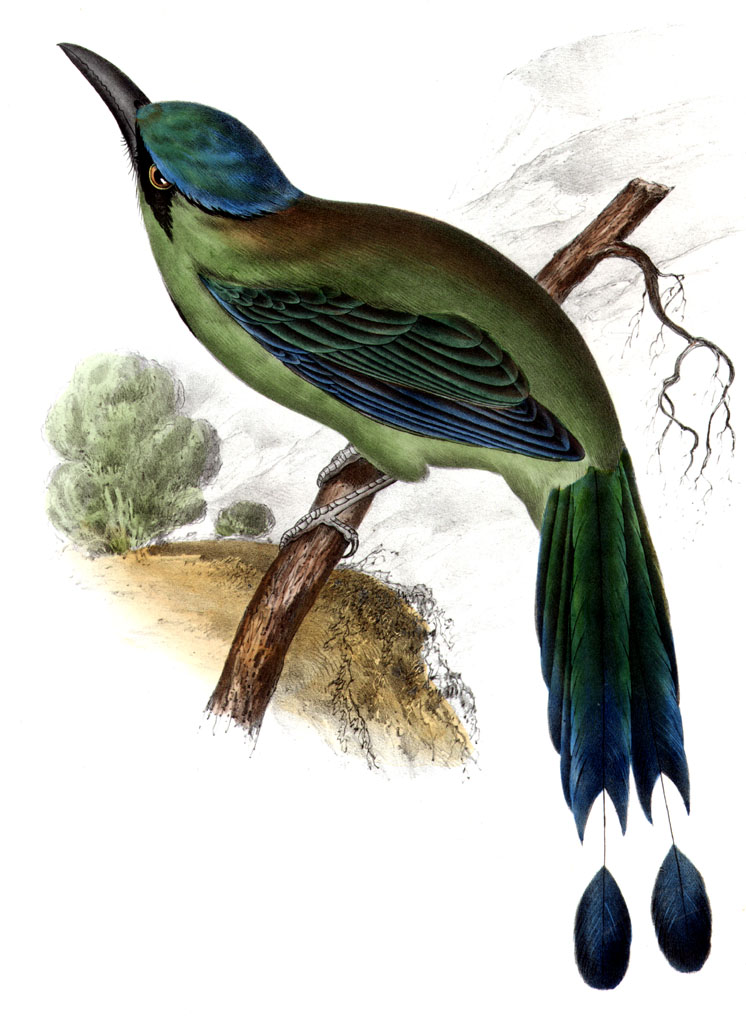
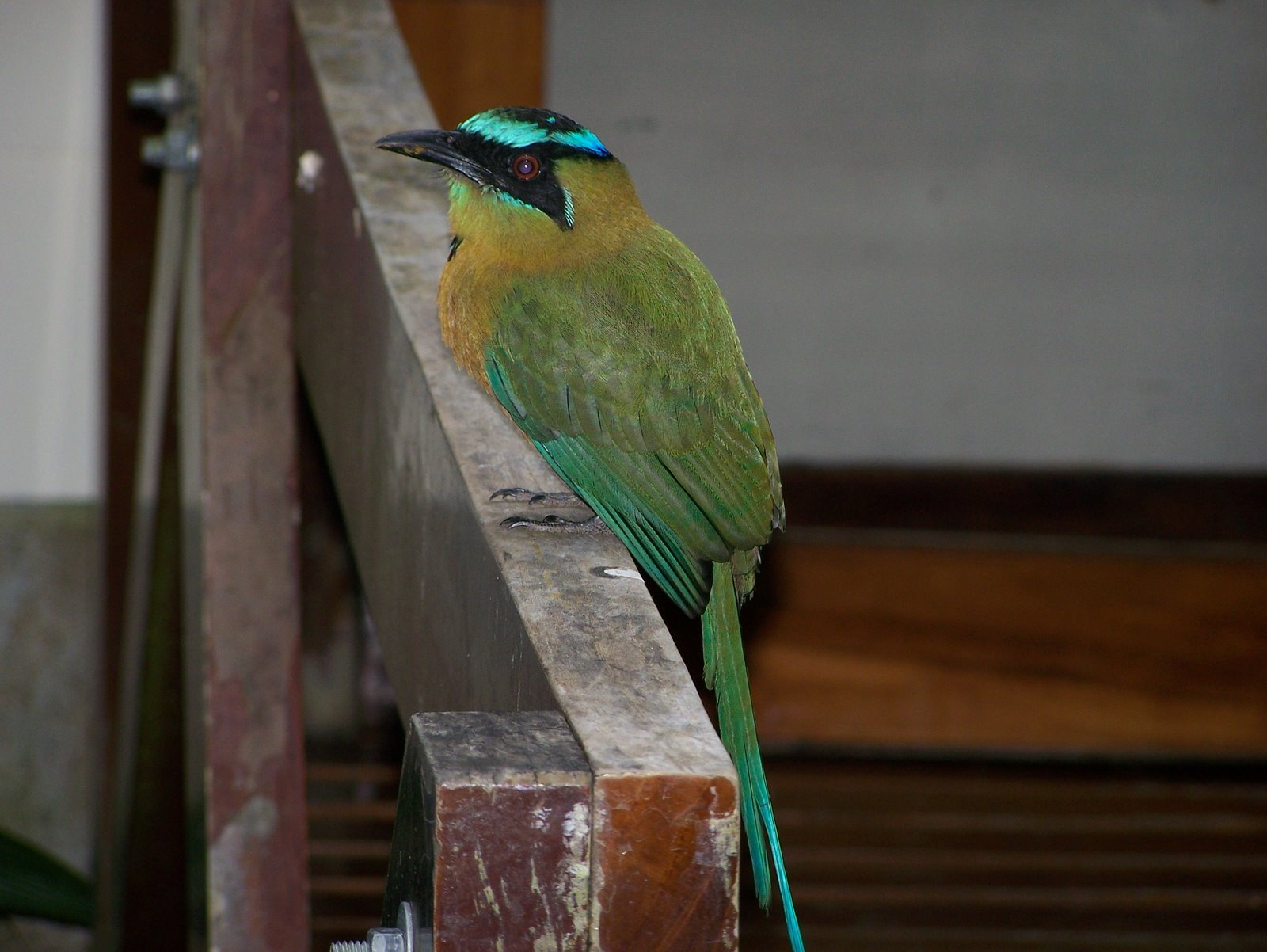